# نبرد ۲۰۰۷ غزه
نبرد ۲۰۰۷ غزه به درگیری مسلحانه نیروهای حماس و جنبش فتح در نوار غزه گفته می‌شود که از ۷ تا ۱۵ ژوئن سال ۲۰۰۷ ادامه داشت و با موفقیت حماس و نابودی قدرت فتح در این منطقه پایان یافت. از آن هنگام تاکنون نوار غزه در اختیار سازمان حماس قرار دارد که خود را دولت قانونی فلسطین می‌داند.
در طول یک هفته درگیری دست‌کم ۱۶۱ فلسطینی و دو امدادرسان سازمان‌ملل کشته شده و بیش از ۷۰۰ نفر زخمی شدند.

## نبرد
نبرد اعضای دو گروه در ۷ ژوئن با شلیک آرپی‌جی‌ها و تیربارها در خیابان‌ها و پشت‌بام‌های شهر رفح در جنوب نوار غزه آغاز شد. دو روز بعد سران دو گروه با آتش‌بس موافقت کردند اما آتش‌بس به سرعت نقض شد و دامنه جنگ تمام غزه را دربرگرفت.
درگیری این دو گروه مسلح فلسطینی به کرانه باختری رود اردن نیز کشیده شد و یک نزاع مسلحانه در شمال نابلس میان اعضای دو سازمان درگرفت.
در این درگیری‌ها خانه یاسر عرفات که از سال ۲۰۰۱ خالی بود، غارت شد و اسناد، پرونده‌ها، هدایای سران کشورها، وسایل جنگی، عکس‌های خانوادگی، لباس‌های همسر و دخترش و حتی جایزه صلح نوبل او به سرقت رفت. کمیته‌های مقاومت مردمی متحد حماس در این نبرد نیز مسئولیت غارت منزل محمد دحلان رئیس سازمان امنیت غزه را بر عهده گرفت. انتصار الوزیر از رهبران فتح و همسر ابوجهاد نیز شخص دیگری بود که منزلش مورد هجوم و چپاول قرار گرفت. بسیاری از اعضای عالیرتبه فتح هم به کرانه باختری گریختند.
عمر الغول روزنامه‌نگار اهل غزه وضعیت این شهر پس از پایان نبرد را به اولین روزهای تصرف بغداد توسط آمریکایی‌ها تشبیه می‌کرد:
«در بغداد، عراقی‌ها هرچه را که می‌توانستند با خود ببرند از وزارتخانه‌ها و مؤسسات می‌دزدیدند. و در شهر غزه فلسطینیان به تأسیسات امنیتی یورش برده و همه‌چیز را می‌دزدند؛ حتی در، پنجره و غذا.»

## علت نزاع
یکی از اختلافات مهم حماس و فتح در مورد وزارتخانه‌های خارجه، کشور و دارایی بود. محمود عباس اعتقاد داشت این سه وزارتخانه باید به اشخاص مستقل سپرده شود. اما حماس تنها با سپردن وزارت خارجه به شخصی مستقل موافق بود و اصرار داشت که وزیر دارایی و کشور باید از اعضای حماس باشند.

## پی‌آمدها
پس از پایان درگیری‌ها و کنترل کامل این منطقه توسط اعضای حماس، به فرمان محمود عباس رئیس‌جمهور حکومت خودگردان فلسطین «دولت وحدت ملی فلسطین» به ریاست اسماعیل هنیه منحل و فعالیت حماس در فلسطین غیرقانونی اعلام شد و اسرائیل نیز کنترل خود بر گذرگاه‌های مرزی این منطقه را شدیدتر کرده و اجازه خروج فلسطینان را تنها در صورت تأیید مأموران امنیتی می‌دهد.
از آن زمان تاکنون سرزمین‌های فلسطینی‌نشین در عمل به دو بخش تقسیم شده‌اند؛ نوار غزه که توسط حماس کنترل می‌شود و کرانه باختری که توسط حکومت خودگردان فلسطین اداره می‌شود.
با پایان جنگ، حماس توانست ۸ خودرو نظامی و حدود ۱۵ هزار اسلحه سبک که در اختیار نیروهای امنیتی فلسطینی قرار داشت را به غنیمت بگیرد. بسیاری از این سلاح‌ها توسط مصر، اردن و ایالات متحده آمریکا به فلسطینیان تحویل داده شده بود. با این‌حال ضرب‌الاجل حماس برای تحویل سلاح‌های در اختیار مردم که شمار آن‌ها به ۴۰۰ هزار می‌رسد ناکام ماند.
برخی از اعضا و نزدیکان حماس پس از موفقیت این جریان اسلام‌گرا از اجرای قوانین اسلامی در نوار غزه خبر دادند. اما خالد مشعل رهبر در تبعید حماس (ساکن دمشق) این ادعاها را رد کرد. در مجموع به جز یک حمله به یک کتابفروشی مسیحیان در غزه گزارش دیگری از حمله یا قتل مسیحیان این منطقه نرسیده‌است. جمعیت مسیحیان در این منطقه حدود ۳۵ هزار نفر و جمعیت کل نوار غزه حدود ۱ میلیون و ۵۰۰ هزار نفر برآورد می‌شود.
پس از حمله اسرائیل به غزه در دسامبر ۲۰۰۸ نیروهای حماس در هراس از احتمال همکاری آنان با نیروهای دفاعی اسرائیل و قیام برای در اختیار گرفتن کنترل غزه پس از تضعیف حماس به پاهای حدود ۷۵ عضو فتح تیراندازی کرده، دست‌های تعداد دیگری را شکسته و تعداد دیگری از آن‌ها را کشته یا بازداشت خانگی کردند.

## جرایم جنگی

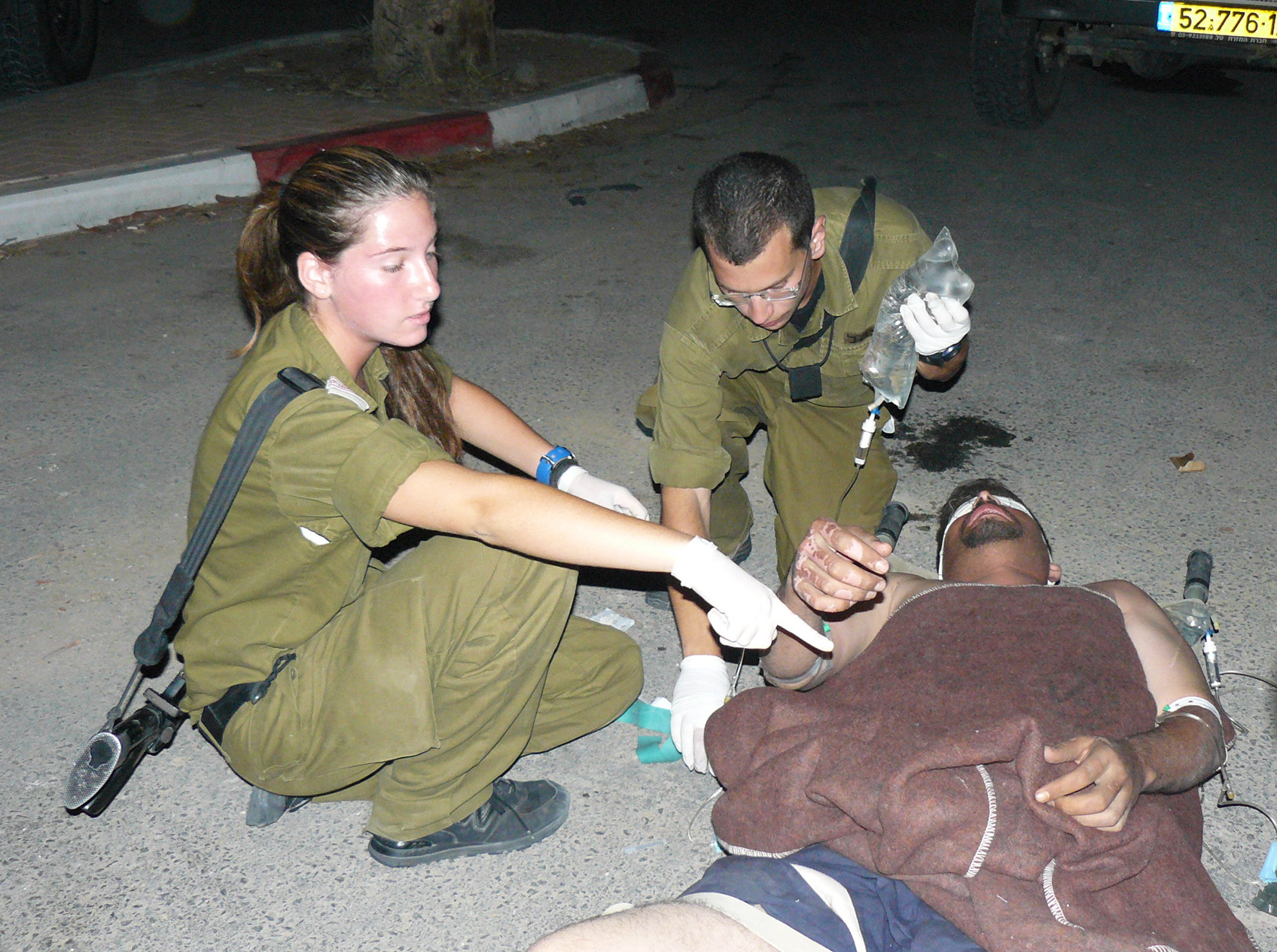
مداوای یکی از مجروحان جنگ توسط نظامیان اسرائیلی

به ادعای مرکز حقوق بشر فلسطین در غزه این درگیری مسلحانه همانند دیگر درگیری‌های دو گروه که از ۱۵ ماه قبل شعله‌ور شده بود و هربار با توافق سران دو طرف و میانجی‌گری نمایندگی مصر در غزه پایان می‌یافت، شاهد نقض فاحش قواعد حقوق بشر و حقوق بین‌الملل بشردوستانه بود. ارتکاب آدم‌کشی‌های خودسرانه، تیراندازی به سوی اسیران، آدم‌ربایی، شکنجه، حمله به تأسیسات غیرنظامی از جمله بیمارستان‌ها، خانه‌ها و آپارتمان‌ها، غارت و چپاول، تیراندازی در راهپیمایی‌ها و تخریب اماکن عمومی و خصوصی از نمونه‌های این فعالیت‌ها بود. نظامیان در طول این نبرد حیات مردم عادی را با استفاده از سقف آپارتمان‌ها و سنگربندی در مناطق پرجمعیت به خطر می‌انداختند. از این مکان‌ها برای شلیک به سوی یکدیگر استفاده می‌شد. با این حال دولت فلسطین هیچ کمیته‌ای را مأمور تحقیق و اقدام در مورد جنایات جنگی نکرده‌است.
دیده‌بان حقوق بشر نیز اتهامات سنگینی را در مورد نقض حقوق انسان‌دوستانه به هر دو طرف وارد ساخت. اقداماتی که گاه در حد و اندازه جنایات جنگی بودند؛ همچون تیراندازی و کشتن غیرنظامیان، مأموران دولتی، مخالفان سیاسی و اسیران، پرتاب کردن زندانیان از بالای ساختمان‌های مرتفع، جنگیدن در بیمارستان‌ها و استفاده از خودروهای خبرنگاران برای تیراندازی.
البته هیچ‌یک از طرف‌های درگیر متعرض فعالیت‌های کمیته بین‌المللی صلیب سرخ نشدند. به ویژه در مورد فراهم کردن امکانات پزشکی برای آسیب‌دیدگان. اما در گزارش صلیب سرخ نیز نگرانی‌های مشابهی ابراز شده‌است. صلیب سرخ از حمله به دو بیمارستان در شمال نوار غزه نیز خبر داده‌است.